# Koszar

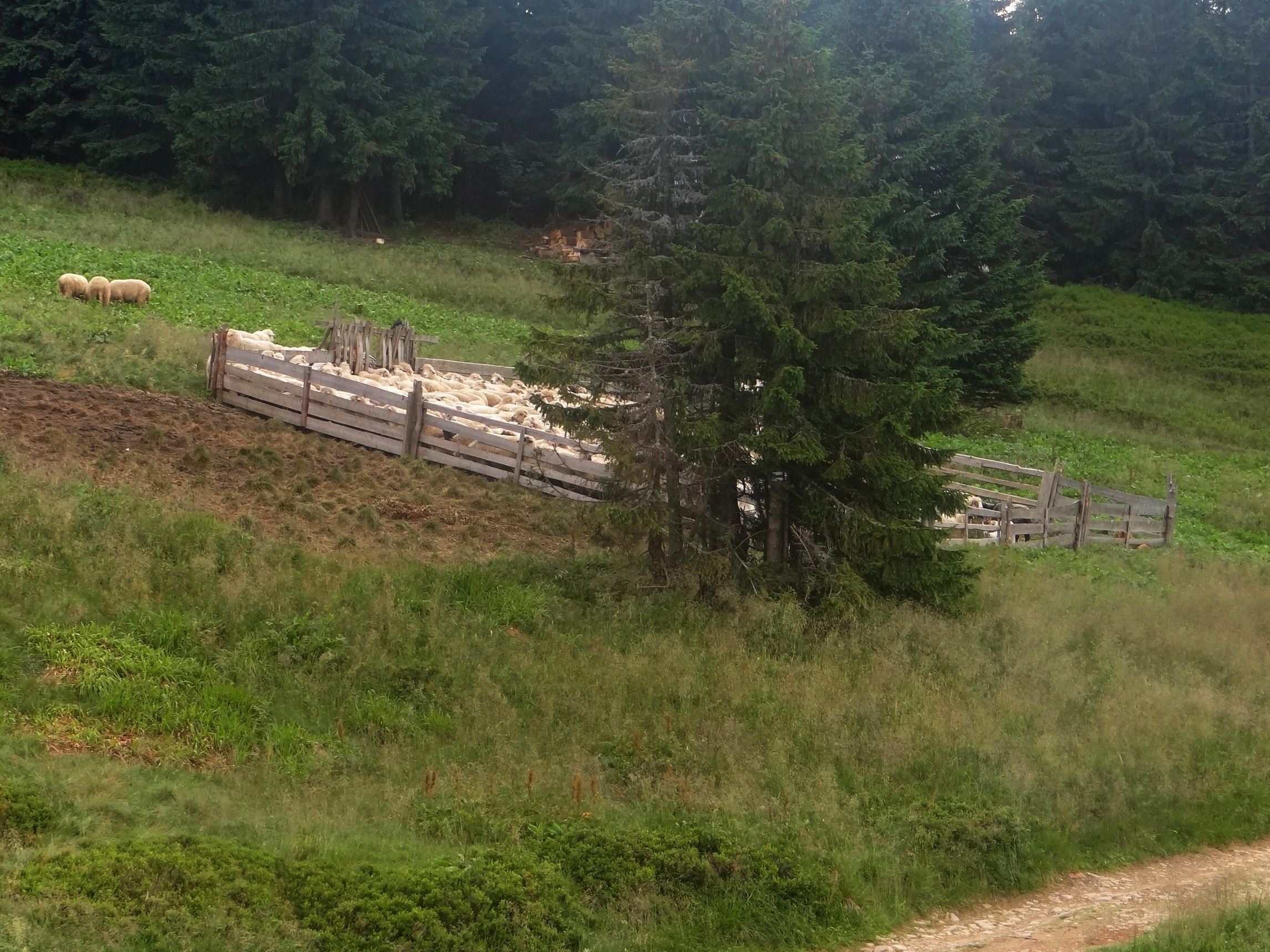
Współczesny koszar (2012 r.) na Hali Cebulowej w Beskidzie Żywieckim

Koszar – przenośna zagroda dla owiec w Karpatach Zachodnich, zbudowana z rozłącznych przęseł. Koszar był jednym z głównych elementów gospodarki pasterskiej (tzw. szałaśnictwa). Stawiano go na halach pasterskich na czas wypasu zwierząt w górach. Sebastian Flizak podał następującą definicję koszaru: Koszar jest to ogrodzenie z krzaseł w kształcie prostokąta.
W zależności od regionu przęsła koszaru wykonywane były w rozmaitych technikach, jednak zawsze bez użycia gwoździ lub podobnych elementów łącznych. W polskich Beskidach i w Tatrach przęsła (płoty, krzasła) wykonywane były zwykle z 3 poziomych drągów, pomiędzy którymi przeplatano na zmianę cienkie deseczki, „szczypane” (gwarowo: scypane) ze świerkowego kloca (tzw. tyninę) lub grubsze patyki. Jak na początku XX w. notował Ludomir Sawicki w górach Śląska Cieszyńskiego ...takie płoty długości 3–4 m ustawia się w szeregu, wbiwszy ich końce do ziemi i tworzy się w ten sposób czworobok odpowiedniej wielkości. Na Żywiecczyźnie, jak notował, ...każdy szałas ma swój własny koszar, którego płoty składają się najczęściej z giętych desek. Na Wołoszczyźnie Morawskiej ten sam autor widział w tym czasie ...płoty z żerdzi, desek lub plecionek zrobione, związane w kilka długich ścianek przenośnych (...) za pomocą pierścieni z wikliny. Z kolei wspomniany S. Flizak, prowadząc badania nad życiem gorczańskich owczarzy, pisał: Krzasło plecie się z trzech łat zwanych przeplecinami i z tylin, t. j. deszczułek łupanych z drzewa smrekowego. Długość jego wynosi ok. 3 m, wysokość półtora metra. Większych rozmiarów mieć nie może, bo nie nadawałoby się do przenoszenia z miejsca na miejsce przez jednego człowieka. Krzasłami grodzą też sady i drogi polne.
Owce zaganiane były do koszaru na noc (aby chronić je przed wilkami i innymi drapieżnikami) i w czasie złych warunków pogodowych (np. by nie rozbiegły się podczas burzy z piorunami). Czasem do koszaru spędzano również owce do dojenia; wówczas miał on w jednej ze ścian otwory, przez które kolejno wypuszczano owce. Istniały też koszary przeznaczone wyłącznie do dojenia owiec, nazywano je strągami.
Co jakiś czas, gdy owce swoimi odchodami wystarczająco użyźniły okoszarowany obszar pastwiska, koszar był przestawiany w inne miejsce. Częstotliwość przestawiania koszaru była różna w różnych rejonach gór. Ludomir Sawicki notował na początku XX w., że na Wołoszczyźnie Morawskiej ...koszar przesuwa się codziennie o szerokość ogrodzonej przestrzeni, tak że koszar obchodzi w ciągu jednego sezonu przestrzeń około 140 razy większą od tej, którą sam obejmuje, a więc około 70 arów czyli 1 1/2 morga. W śląskich Beskidach przesuwano koszar codziennie lub co drugi dzień. Sawicki wyliczył, że w ten sposób koszar ...odbywa wędrówki, dochodzące w ciągu jednego sezonu do 200–300 m różnicy pionowej, do 1 km odległości poziomej (...), wskutek czego z czasem znaczna część przestrzeni pastwisk mogła być nagnojona. Ten sam autor zaobserwował, że w górach żywieckich koszar był ...przesuwany co noc lub drugą noc; im więcej zresztą  idziemy w Żywiecczyźnie ku wschodowi, tym rzadziej przesuwa się koszar, w Sopotni np. już tylko raz na tydzień. Z kolei S. Flizak, prowadząc w latach międzywojennych studia nad pasterstwem w Gorcach, notował: Koszar nie stoi przez cały sezon na jednem miejscu, lecz bywa co 24 godzin przesuwany, tak że w ciągu sezonu przewędruje całą polanę, pozostawiając po sobie prostokątne plamy od nawozu owczego na zielonem tle łąki. Nazywa się to kosarzeniem. Łąka uprawiona takim sposobem rodzi przez kilka lat obfitą i bardzo smaczną dla bydła trawę, którą gospodarz kosi i zwozi do stodoły.
Słowo pochodzi z języka wołoskiego (por. rum. coșar – stodoła, obora). Na Morawach jego odpowiednikiem jest košár. Prawdopodobnie od niego wywodzą się nazwy geograficzne: Koszary, Koszarawa, Kosarzyska, Koszarzyska, Koszarki, Koszariszte (Dwerniczek), Košarisko. 
 W słowackich Tatrach słowo košiar oznacza nie tylko zagrodę dla owiec, ale również szałas lub kolebę pasterską.